# Schizonycha parvula
Schizonycha parvula är en skalbaggsart som beskrevs av Brenske 1895. Schizonycha parvula ingår i släktet Schizonycha och familjen Melolonthidae. Inga underarter finns listade i Catalogue of Life.